# Lejb-Gwardyjski Moskiewski Pułk
Lejb-Gwardyjski Moskiewski Pułk Jego Imperatorskiej Wysokości Wielkiego Księcia Naczelnika Aleksego Mikołajewicza (ros. Лейб-гвардии Московский Его Императорского Высочества Великого Князя Наследника Цесаревича Алексея Николаевича полк) – pułk piechoty okresu Imperium Rosyjskiego, sformowany 7 listopada 1811.
Święto pułkowe: 7 listopada. Jego patronem był carewicz Aleksy Nikołajewicz Romanow.
Pułk brał udział w działaniach zbrojnych epoki napoleońskiej a także okresu I wojny światowej. Został rozformowany 7 czerwca 1918.
Dyslokacja w 1914: Petersburg – pułk wchodził wówczas w skład 2 Gwardyjskiej Dywizji Piechoty (2-я Гв. пех. дивизия).

## Dowódcy pułku

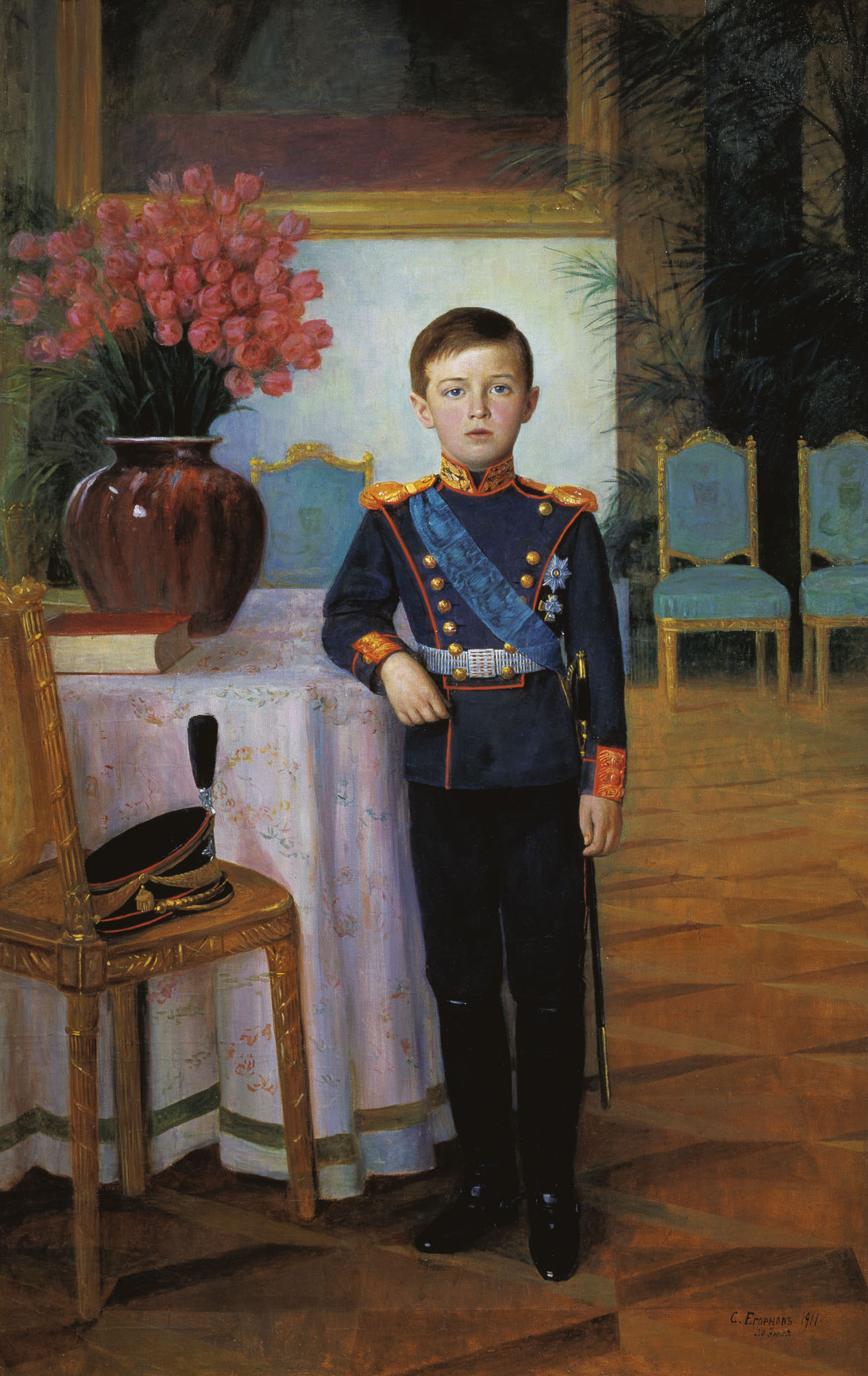
Carewicz Aleksy – patron pułku

- fliegel adiutant pułkownik (od 21 XI 1812 generał major) Iwan Fiodorowicz Udom (19 XI 1811 – 13 IV 1819)
- pułkownik (od 19 III 1820 generał major) baron Piotr Andriejewicz Fryderyks (13 IV 1819 – ? )
- pułkownik (od 01 I 1826 generał major) Aleksander Klaudiewicz Gierua (1825 – 1826)